# Aspergillus niger

Conidio di Aspergillus niger al microscopio

Aspergillus niger van Tieghem, 1867 è un fungo appartenente alla famiglia delle Trichocomaceae. È la causa della cosiddetta "muffa nera" in certi frutti e vegetali come l'uva, le albicocche, le cipolle, e le arachidi, rappresentando un comune contaminante degli alimenti. È ubiquitario nel suolo ed è presente comunemente anche negli ambienti domestici, dove le sue colonie nere possono essere confuse con quelle di Stachybotrys. Alcuni ceppi di A. niger sono in grado di produrre ocratossine.
A. niger è un fungo termotollerante che cresce a un intervallo di temperatura di 10-40 °C, con una temperatura ottimale di crescita di 31 °C. Oltre a infettare i vegetali, in casi estremamente rari A. niger provoca l'aspergillosi negli esseri umani esposti alle sue spore. La presenza del fungo è stata rinvenuta anche nelle mummie nelle tombe degli antichi egizi e questo organismo può quindi essere inalato quando le tombe vengono aperte. Più comunemente, A. niger è causa di otomicosi.
L'Aspergillus niger trova impiego nella produzione industriale di diverse sostanze, tra cui gli additivi alimentari acido citrico (E330) e acido gluconico (E574), e molti enzimi utili come la glucoamilasi, pectinasi, α-galattosidasi, e glucosio ossidasi.